# ARINC 424
ARINC 424 ist ein Datenformat zum Austausch von Navigations- und Kommunikationsdaten zwischen den verschiedenen Stakeholdern in der Luftfahrt z. B. Luftfahrtbehörde → Datenprovider → Gerätehersteller.
Die Einführung von Computerbasierten Navigations Systemen (FMS) in Linienflugzeugen verlangte nach einem einheitlichen Daten-Standard. ARINC 424 wurde in den 1970er Jahren von AEEC entwickelt und von ARINC publiziert. Die erste Version wurde offiziell im Mai 1975 herausgegeben. Die im Moment aktuelle Version (Stand: Januar 2014) ist ARINC 424-20. Sie wurde im Dezember 2011 publiziert.
Der Standard ist nicht öffentlich, kann aber über ARINC käuflich erworben werden.

## Format
Das Format hat eine feste Länge von 132 Bytes pro Record (Datensatz). In einem Datensatz werden die verschiedenen Navigationsinformationen wie Wegpunkte (englisch waypoints), Funkfeuer (englisch navaids), Luftstraßen (englisch airways) oder An- und Abflugrouten (STAR, SID) beschrieben.
Im ARINC 424 Spezifikation werden – zusätzlich zur Definition des Datei-Formates – eine Serie von Regeln definiert die beschreiben wie die Daten interpretiert werden sollen. (z. B. Namenskonventionen von Wegpunkten)
Gemäß ICAO Annex 15 müssen die Navigationsdaten in einem 28-Tage-Zyklus, dem AIRAC-Terminplan (englisch Aeronautical Information Regulation And Control schedule) erneuert werden.

## Verwendung
Kommerzielle Datenprovider bieten Navigationsdaten im ARINC-424 Format an.

## Verwandte Standards
- DAFIF
Digital Aeronautical Flight Information File ist eine Datensammlung die von der National Geospatial Intelligence Agency (NGA) der Öffentlichkeit zur Verfügung gestellt wurde. Die öffentliche Publikation dieser Daten wurde im Jahre 2005 aufgrund vermuteter Copyright-Verletzungen eingestellt.[5] Für offizielle Staatsdienste und Partner der US-Regierung ist die Datensammlung weiterhin erhältlich.
- AICM & AIXM
Verschiedene Bereiche der Luftfahrt verfügen heute noch nicht über weltweit etablierte Standards zum Datenaustausch, z. B. Flughafen-Kartographie, Terrain-Daten, Luftfahrthindernisse. ARINC424 ist nur im Bereich der Flight-Management-Systeme etabliert. Mit AICM und AIXM haben sich innerhalb von Europa zwei Standards etabliert, die den Datenaustausch zwischen Luftfahrtinformationszentren erlauben.[6]
- ARINC424A (NDBX, ARINC829)
Durch die Initiative der Lufthansa wurde im Jahre 2006 unter dem Namen NDBX (später ARINC829) ein neues Format entwickelt. Das Ziel war ein quelloffenes Datenformat, das direkt von zukünftigen Flight-Management-Systemen gelesen werden kann. Aufgrund von Bedenken über die Risiken eines „Parallel“-Datenformates wurde im Jahre 2008 entschieden, dass die aktuelle NDBX-Entwicklung mit ARINC424 zusammengeführt werden soll. Der neue Standard ARINC424-A wird die Vorteile von NDBX beinhalten und den „alten“ ARINC424-Standard modernisieren.[7]

## Verweise
1. ↑  arinc.com (Memento vom 8. Juni 2012 im Internet Archive)
2. ↑   Aeronautical Information Regulation and Control (AIRAC). Abgerufen am 13. März 2021.
3. ↑  eurocontrol.int (Memento vom 10. Juni 2007 im Internet Archive)
4. ↑  ww1.jeppesen.com (Memento vom 14. März 2014 im Internet Archive)
5. ↑  StaticFiles (Memento vom 1. Oktober 2006 im Internet Archive)
6. ↑   aixm.aero (Memento vom 15. März 2014 im Internet Archive) (PDF).
7. ↑  ARINC424A